# Peneothello sigillata
La petroica aliblanca (Peneothello sigillata) es una especie de ave paseriforme de la familia Petroicidae endémica de Nueva Guinea.

## Subespecies
- Peneothello sigillatus hagenensis
- Peneothello sigillatus quadrimaculatus
- Peneothello sigillatus saruwagedi
- Peneothello sigillatus sigillatus